# Metaphenica pongwei
Metaphenica pongwei är en insektsart som först beskrevs av Wilson 1987.  Metaphenica pongwei ingår i släktet Metaphenica och familjen Derbidae. Inga underarter finns listade i Catalogue of Life.